# Campeonato Paulista 1910
In 1910 werd het  negende Campeonato Paulista gespeeld voor clubs uit de Braziliaanse staat São Paulo. De competitie werd gespeeld van 3 mei tot 20 november. AA Palmeiras werd kampioen.  
Ypiranga nam eerst aan een kwalificatietoernooi mee, dat met drie teams gespeeld werd en kwam hier als winnaar uit de bus en mocht zo deelnemen aan de competitie. 

## Eindstand
| Plaats | Club               | Wed. | W | G | V | Saldo | Ptn. |
| ------ | ------------------ | ---- | - | - | - | ----- | ---- |
| 1.     | AA Palmeiras       | 10   | 9 | 0 | 1 | 43:12 | 18   |
| 2.     | Americano          | 10   | 8 | 0 | 2 | 25:18 | 16   |
| 3.     | São Paulo Athletic | 10   | 5 | 1 | 4 | 24:26 | 11   |
| 4.     | Paulistano         | 10   | 3 | 2 | 5 | 19:17 | 8    |
| 5.     | Ypiranga           | 10   | 1 | 2 | 7 | 11:32 | 4    |
| 6.     | Germânia           | 10   | 1 | 1 | 8 | 14:31 | 3    |

|  | Kampioen |

### Kampioen
| Campeonato Paulista de 1910      |
| São Paulo                        |
| -------------------------------- |
| AA PALMEIRAS Kampioen (2° titel) |

## Topschutter
| Speler            | Speler        | Goals | Club               |
| ----------------- | ------------- | ----- | ------------------ |
| Vlag van Brazilië | Herbert Boyes | 10    | São Paulo Athletic |
| Vlag van Brazilië | Eurico        | 10    | AA Palmeiras       |
| Vlag van Brazilië | Rubens Salles | 10    | Paulistano         |